# Дроздова, Валерия Викторовна
Валерия Викторовна Дроздова (род. 31 декабря 1987 года) — российская спортсменка (профессиональный муай тай).

## Биография
С 1998 года живёт в Москве. В 2004 году окончила школу. В 2008 году с красным дипломом окончила Московскую академию бизнеса и управления.

## Спортивная карьера

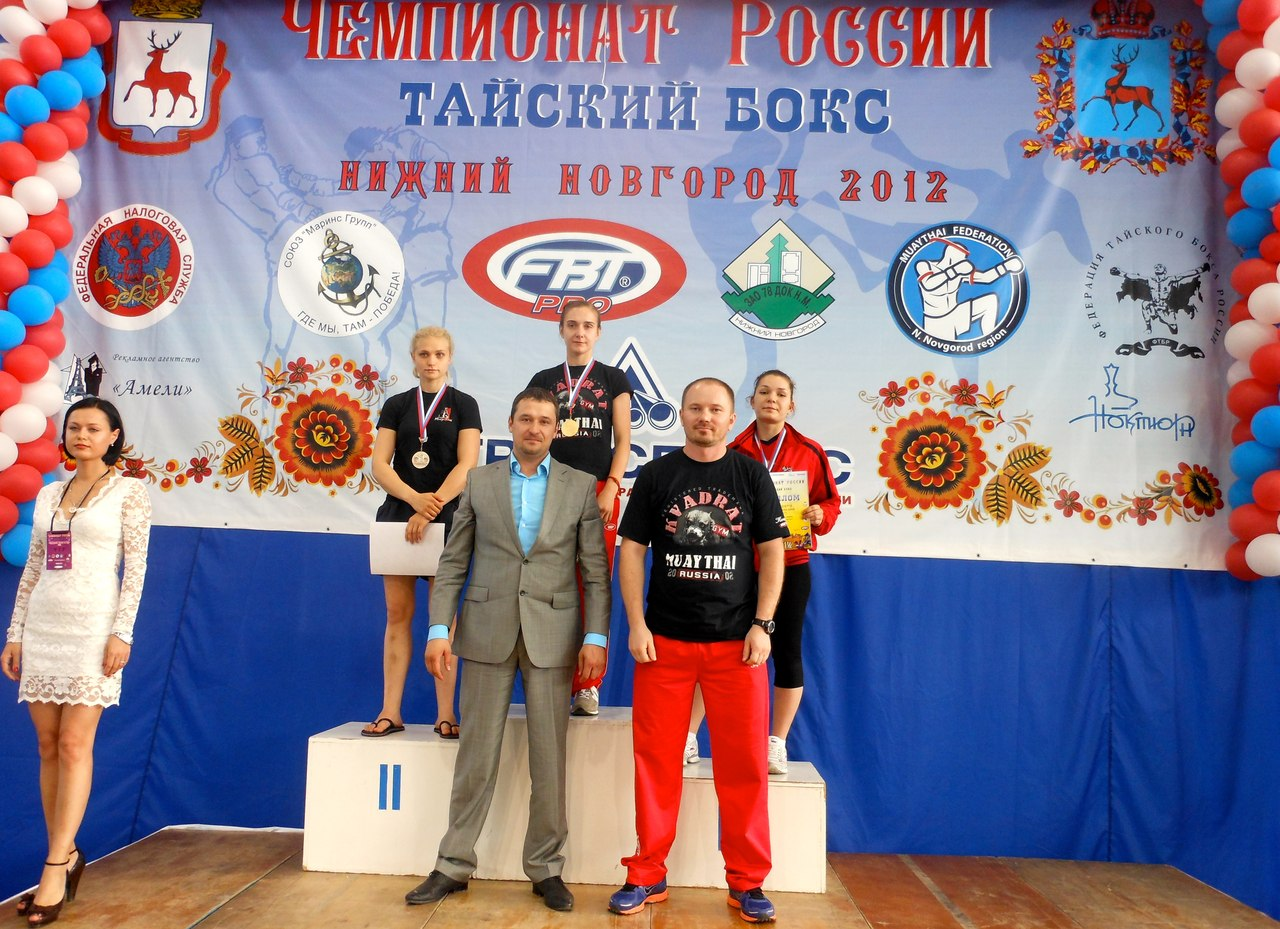
Валерия Дроздова на Чемпионате России 2012 года

В муай тай с 2006 года. Тренируется под руководством Руслана Кривуши.
- 2007 — 2-е место (вес до 51 кг) на Чемпионате России по тайскому боксу в Екатеринбурге.
- 2008 — Чемпион Приволжского Федерального округа по тайскому боксу.
- 2011 — Чемпион России по тайскому боксу (до 54 кг).
- 2011 — Чемпион мира по тайскому боксу.
- 2011 — Победитель в матчевой встрече «Россия — Таиланд» в международном профессиональном турнире «Муай тай без границ». Москва. Россия.
- 2011 — Чемпион мира IFMA. Ташкент, Узбекистан.
- 2012 — Чемпион России по тайскому боксу (до 54 кг, Нижний Новгород).
- 2012 — Призёр Чемпионата Европы IFMA. Анталья, Турция.
- 2012 — Обладательница Кубка России.
- 2012 — Обладательница Кубка Польши. Быдгощ, Польша.
- 2012 — Чемпион мира среди профессионалов WMF-pro. Бангкок, Таиланд.
- 16 марта 2012 года присвоено звание «Мастер спорта России международного класса».
- 2014 — Чемпион России по тайскому боксу (до 51 кг).
- 2015 — Чемпион России по тайскому боксу (до 51 кг).
- 2017 — Чемпион мира по тайскому боксу (до 54 кг, Минск, Беларусь).
- 2017 — Серебряный призёр Всемирных игр (раздел «тайский бокс») (до 54 кг, Вроцлав, Польша).
- 2017 — Обладательница Кубка России.
- 2018 — Чемпион Европы по тайскому боксу (до 54 кг, Прага, Чехия).
- 17 декабря 2021 года присвоено звание «Заслуженный мастер спорта России».

По состоянию на 2016 год провела 55 боёв, из которых в 43 одержала победу (10 нокаутом) при 12 поражениях.